# Manuel Noriega
Manuel Antonio Noriega Moreno (11 tháng 2 năm 1934 - 29 tháng 5 năm 2017) là cựu tướng lĩnh quân đội Panama và nhà độc tài quân sự của nước này từ năm 1983 tới năm 1989.
Sau cuộc xâm lược Panama của Hoa Kỳ năm 1989, Noriega đã bị lật đổ hoàn toàn và ông ta chính thức bị bắt giữ, bị giam như một tù binh chiến tranh, và bị dẫn độ sang Hoa Kỳ để xét xử. Noriega bị Toà án tối cao Hoa Kỳ xét xử vì các tội danh như vận chuyển, buôn bán trái phép thuốc phiện sang nước này; gian lận; và cáo buộc tham nhũng vào tháng 4 năm 1992. Án tù của Noriega tại Mỹ đã chấm dứt vào tháng 9 năm 2007; với việc ông ta được dẫn độ sang Pháp và tiếp tục bị giam cầm tại đây vào tháng 4 năm 2010.
Noriega qua đời vào ngày 29 tháng 5 năm 2017 khi còn đang ở trong trại giam, thọ 83 tuổi.

## Sự nghiệp
Ra đời tại Thành phố Panama, Noriega là một binh sĩ chuyên nghiệp, nhận được hầu hết nền giáo dục của mình tại Trường Quân sự Chorrillos ở Lima, Peru. Ông cũng được huấn luyện tình báo và phản gián tại School of the Americas tại Fort Gulick năm 1967, cũng như một khoá các chiến dịch tâm lý (tâm lý) tại Fort Bragg, Bắc Carolina. Ông được điều động vào trong lực lượng Vệ binh Quốc gia Panama năm 1967 và được phong chức trung uý năm 1968. Có lời đồn đại rằng ông tham gia vào cuộc đảo chính quân sự lật đổ Arnulfo Arias, dù trong lời tường thuật của Noriega về cuộc đảo chính năm 1968, cả ông và cố vấn của mình là Omar Torrijos đều không liên quan. Trong cuộc tranh giành quyền lực diễn ra sau đó, gồm cả một cuộc đảo chính hụt năm 1969, Noriega ủng hộ Torrijos. Ông được thăng lên trung tá và được Torrijos chỉ định làm giám đốc tình báo quân sự. Ở chức vụ này, ông đã tiến hành một chiến dịch chống lại những chiến binh du kích nông dân ở phía tây Panama, và đã có những cáo buộc rằng ông đạo diễn "những sự mất tích" của các đối thủ chính trị. Tuy nhiên, Noriega tuyên bố rằng, theo lệnh của Torrijos, ông đã đàm phán một sự ân xá cho khoảng 400 chiến binh du kích đã bị đánh bại, cho phép họ quay trở về từ nơi tị nạn ở Honduras và Costa Rica. Theo những lời tuyên bố của cựu đô đốc hải quân và cựu Giám đốc Cơ quan Tình báo Trung ương Hoa Kỳ Stansfield Turner năm 1988, Noriega đã trở thành một điệp viên của Cơ quan Tình báo Trung ương đầu thập niên 1970.
Omar Torrijos được Đại tá Florencio Flores Aguilar kế vị chức vụ Tư lệnh Vệ binh Quốc gia Panama. Một năm sau, Flores được thay thế bởi Rubén Darío Paredes, và Noriega trở thành tham mưu trưởng. Lực lượng Vệ binh được đổi tên thành Các Lực lượng Phòng vệ Panama. Paredes từ chức Tư lệnh để chạy đua vào ghế Tổng thống. Ông nhường lại chức Tư lệnh cho Noriega. Hai người đã có một thoả thuận theo đó Paredes sẽ ra tranh cử tổng thống với tư cách ứng cử viên của Đảng Dân chủ Cách mạng. Tuy nhiên, Noriega đã bội ước.

### Tham gia với CIA
Dù mối quan hệ mãi tới năm 1967 mới chuyển sang thành ràng buộc, Noriega đã làm việc với Cơ quan Tình báo Trung ương (CIA) từ cuối thập niên 1950 cho tới năm 1989, và vẫn ở trong danh sách nhận lương của CIA cho tới ngày 5 tháng 2 năm 1988, khi Cơ quan Dược phẩm Hoa Kỳ cáo buộc ông các trách nhiệm về ma tuý.
Người Mỹ coi Noriega là một điệp viên hai mang và tin rằng ông ta không chỉ trao thông tin cho Mỹ cùng đồng minh của mình là Đài Loan và Israel, mà cả cho nhà nước Cuba cộng sản. Ông cũng bán vũ khí cho chính phủ Sandinista cánh tả tại Nicaragua hồi cuối những năm 1970.
Năm 1988 Tiểu ban về Chủ nghĩa Khủng bố, Ma tuý và Các chiến dịch Quốc tế của Thượng viện kết luận rằng "thiên tiểu thuyết về vị tướng của Panama là Manuel Antonio Noriega thể hiện một trong những sai lầm nghiêm trọng nhất về chính sách đối ngoại của Hoa Kỳ. Trong suốt thập niên 1970 và 1980s, Noriega đã có thể thao túng chính sách của Hoa Kỳ với nước mình, trong khi tập trung một cách khôn khéo quyền lực tuyệt đối ở Panama. Rõ ràng rằng mỗi cơ quan chính phủ Hoa Kỳ từng có quan hệ với Noriega đều nhắm mắt làm ngơ với sự tham nhũng và buôn lậu thuốc phiện của ông, thậm chí ông còn nồi lên như một nhân vật chính đại diện cho Medellín Cartel (một thành viên của nó là ông trùm ma tuý người Colombia Pablo Escobar)." Noriega được cho phép thành lập " 'narcokleptocracy đầu tiên của bán cầu'".

### Nhà cai trị trên thực tế của Panama
Noriega đã tăng cường vị trí của mình như nhà cai trị trên thực tế vào tháng 8 năm 1983 bằng cách tự phong mình làm tướng. Noriega, được CIA trả tiền, đã mở rộng các quyền cho Hoa Kỳ, và, dù có những hiệp ước về con kênh, cho phép Hoa Kỳ đặt các trạm nghe lén tại Panama. Ông đã giúp đỡ lực lượng du kích được Hoa Kỳ hậu thuẫn ở Nicaragua bằng cách hành động như một cổng trung chuyển tiền của Hoa Kỳ, và theo một số nguồn tin, cả vũ khí. Tuy nhiên, Noriega nhấn mạnh rằng chính sách của ông trong giai đoạn này hoàn toàn trung lập, cho phép những người nông dân ở cả hai phía của nhiều cuộc xung đột được tự do di chuyển vào Panama, khi họ không cố dùng Panama làm một căn cứ cho các hành động quân sự. Ông đã từ chối các yêu cầu của nhân vật cánh hữu Roberto D'Aubuisson Salvador hạn chế sự di chuyển của các lãnh đạo Mặt trận Giải phóng Quốc gia Farabundo Martí cánh tả tại Panama, và tương tự từ chối các yêu cầu của Trung tá Oliver North thuộc lực lượng Lính thủy đánh bộ Mỹ rằng ông sẽ cung cấp hỗ trợ quân sự cho lực lượng Contras Nicaragua. Noriega nhấn mạnh rằng sự từ chối của ông với các yêu cầu của North thực tế là cơ sở dẫn tới chiến dịch của Hoa Kỳ lật đổ ông.
Cơ quan lập pháp Panama tuyên bố Noriega là "lãnh đạo hành pháp" của chính phủ, chính thức hoá một chức vụ nhà nước đã tồn tại từ sáu năm.
Tháng 10 năm 1984, Noriega cho phép cuộc bầu cử tổng thống đầu tiên sau 16 năm diễn ra. Khi những kết quả ban đầu cho thấy cựu tổng thống Arnulfo Arias sẽ giành được một thắng lợi lớn, Noriega cho ngừng việc kiểm phiếu. Sau khi đã hoàn toàn thao túng các kết quả, chính phủ thông báo rằng ứng cử viên của PRD, Nicolás Ardito Barletta Vallarino, đã giành chiến thắng với một chênh lệch nhỏ 1,713 phiếu. Các ước tính độc lập cho thấy Arias đáng lẽ đã giành thắng lợi tới 50,000 phiếu nếu cuộc bầu cử diễn ra công bằng.
Ở khoảng thời gian đó, Hugo Spadafora, một người mạnh mẽ chỉ trích Noriega và đang phải sống lưu vong, buộc tội Noriega có những liên hệ tới việc buôn lậu thuốc phiện và thông báo ý định quay trở lại Panama để trở thành đối lập với ông. Ông bị bắt từ một xe buýt bởi một đội tử thần tại biên giới Costa Rica. Sau này, thi thể bị chặt đầu của ông đã được tìm thấy, với những dấu hiệu tra tấn dã man, bị bó trong một túi thư của Dịch vụ Bưu chính Hoa Kỳ. Gia đình ông và các nhóm khác kêu gọi một cuộc điều tra vụ giết hại ông, nhưng Noriega đã ngăn cản bất kỳ nỗ lực điều tra nào. Noriega đang ở Paris khi vụ giết hại diễn ra, Luis Córdoba, người đứng đầu Tỉnh Chiriquí bị cho là đã ra lệnh thực hiện vụ này.
Một cuộc nói chuyện được ghi lại trên băng giữa Noriega (tại Paris) và Córdoba: 
- Córdoba: "Chúng tôi đã bắt được con chó điên."
- Noriega: "Người ta thường làm gì với một con chó bị điên?"[10]

Tổng thống Barletta đang ở thăm Thành phố New York vào thời điểm đó. Một phóng viên đã hỏi ông về vụ việc Spadafora, và ông đã hứa hẹn về một cuộc điều tra. Ngay khi quay trở lại Panama, ông bị triệu tập tới trụ sở FDP và được khuyên từ chức. Ông bị thay thế bởi Phó tổng thống thứ nhất Eric Arturo Delvalle. Là một người bạn và cựu học sinh của George Schultz, Barletta đã bị Hoa Kỳ coi là "bất khả xâm phạm", và việc loại bỏ ông đánh dấu một sự đi xuống trong quan hệ của HOa Kỳ và Noriega.
Omar Torrijos chết trong một vụ tai nạn máy bay năm 1981. Đại tá Roberto Díaz Herrera, cựu đồng minh của Noriega, tuyên bố rằng nguyên nhân thực tế của vụ tai nạn là một vụ nổ bom và Noriega đứng đằng sau vụ việc đó. Herrera, một cựu thành viên của nhóm trung thành với Noriega, đã nói với tờ báo đối lập chính của Panama, La Prensa, rằng Noriega đứng đằng sau vụ giết hại Spadafora, và nhiều vụ giết hại và mất tích khác. Điều này lập tức gây ra sự phản đối của công chúng.
Tổ chức "Thập tự chinh Dân sự", phản đối Manuel Noriega, được thành lập năm 1981. Những người ủng hộ Noriega gọi Thập tự chinh Dân sự là một tổ chức của những người rabiblancos hay "đuôi trắng", giới thượng lưu giàu có gốc Âu vốn có quyền lực chi phối với nền thương mại Panama và đã thống trị chính trị Panama trước khi Torrijos xuất hiện. Noriega, giống như Torrijos, có nước da đen và tuyên bố đại diện cho đa số dân chúng những người nghèo khổ và có nguồn gốc Zambo (tổ tiên lai Phi và Amerindian). Những người ủng hộ Noriega chế giễu những cuộc tuần hành của Thập tự chinh Dân sự là "cuộc tuần hành của xe Mercedes-Benz," nhạo báng những quý bà giàu có gõ vào những chiếc chảo và nồi phủ Teflon thay vì gõ vào những chiếc chảo và xong thường vẫn được treo như truyền thống trong những cuộc biểu tình ở Nam Mỹ, hay cho các cô hầu gái đi biểu tình thay cho mình. Nhiều cuộc tuần hành đã được tổ chức, với những tấm vải trắng như biểu tượng của sự phản kháng. Tuy nhiên Noriega luôn vượt trước họ một bước, với những kẻ cung cấp thông tin bên trong các nhóm phản kháng và lực lượng cảnh sát để bố ráp những nhà lãnh đạo và những người tổ chức vào đêm trước cuộc tuần hành. Tất cả những cuộc tuần hành hoà bình đều bị quân đội và lực lượng bán vũ trang của Noriega được gọi là Tiểu đoàn Phẩm giá giải tán bằng bạo lực. Nhiều người bị đánh đập tàn nhẫn, bị bỏ tù, và giết hại trong các cuộc tuần hành. Trong lúc ấy ông ta cũng tổ chức các cuộc tuần hành của riêng mình, thường dưới sự đe doạ (ví dụ, những người lái taxi được thông báo họ phải tham gia vào cuộc tuần hành ủng hộ Noriega hay sẽ bị tước bằng lái). Noriega tuyên bố rằng Thập tự chinh dân sự là một sản phẩm của tuỳ viên John Maisto thuộc Đại sứ quán Mỹ, người đã tổ chức cho các lãnh đạo của Thập tự chinh Dân sự đi tới Philippines để học các chiến thuật của phong trào được Hoa Kỳ hậu thuẫn để lật đổ Ferdinand Marcos.

### Cuộc bầu cử năm 1989
Cuộc bầu cử tháng 5 năm 1989 diễn ra với nhiều tranh cãi. Một liên minh do PRD lãnh đạo chỉ định Carlos Duque, nhà xuất bản tờ báo lâu đời nhất quốc gia, La Estrella de Panamá, làm ứng cử viên. Đa số các đảng chính trị khác đứng sau một liên minh chung với Guillermo Endara, một thành viên của Đảng Panameñista Xác thực của Arias, cùng với các ứng cử viên phó tổng thống Ricardo Arias Calderón (không có quan hệ với Arnulfo Arias) và Guillermo Ford.
Theo Guillermo Sanchez, liên minh đối lập biết rằng Noriega có kế hoạch sắp đặt cuộc bầu cử, nhưng không có cách nào chứng minh điều đó. Họ đã tìm ra một cách thông qua một lỗ hổng trong luật bầu cử Panana. Liên minh, với sự hỗ trợ của Nhà thờ Cơ đốc giáo La Mã, đã lập ra một cuộc kiểm phiếu dựa trực tiếp trên những kết quả tại 4,000 khu vực bầu cử quốc gia trước khi các kết quả được gửi về trung tâm. Những kẻ tay sai của Noriega đổi những bảng kết quả giả với những bảng thật và gửi chúng về trung tâm bầu cử –  nhưng tới thời điểm đó kết quả kiểm phiếu chính xác hơn của phe đối lập đã được công bố. Nó cho thấy Endara giành một chiến thắng long trời lở đất với tỷ lệ còn cao hơn cuộc bầu cử năm 1984, đánh bại Duque với tỷ lệ 3 trên 1. Noriega có ý định tuyên bố Duque là người chiến thắng dù kết quả thực tế như thế nào chăng nữa. Tuy nhiên Duque biết ông đã thất bại nặng nề và từ chối tiếp tục.
Thay vì công bố kết quả, Noriega không công nhận cuộc bầu cử, tuyên bố có "sự can thiệp của nước ngoài" trong cuộc bầu cử. Cựu Tổng thống Hoa Kỳ Jimmy Carter, có mặt ở đó như một quan sát viên, đã tố cáo Noriega, nói cuộc bầu cử đã "bị đánh cắp," và Giám mục Marcos McGrath cũng có quan điểm như vậy.
Ngày hôm sau, Endara, Arias Calderón và Ford đi qua những khu vực phố cổ của thủ đô trong một đoàn diễu hành mừng chiến thắng, và bị Tiểu đoàn Phẩm giá bán vũ trang của Noriega chặn lại. Arias Calderón được một số binh lính bảo vệ, nhưng Endara và Ford bị đánh đập tàn nhẫn. Những hình ảnh Ford phải chạy trốn với chiếc áo sơmi đẫm máu đã được phát đi trên khắp thế giới. Khi nhiệm kỳ tổng thống 1984-89 kết thúc, Noriega đã chỉ định một tay chân lâu năm, Francisco Rodríguez, làm quyền tổng thống. Tuy nhiên, Hoa Kỳ công nhận Endara là tổng thống mới.

## Hoa Kỳ tấn công Panama
Hoa Kỳ áp đặt cấm vận, và vào những tháng sau đó, một sự căng thẳng diễn ra giữa các lực lượng quân đội Hoa Kỳ (đồn trú tại khu vực kênh) và binh lính của Noriega diễn ra. Ngày 15 tháng 12 năm 1989, cơ quan lập pháp do PRD chiếm đa số tuyên bố về "một tình trạng chiến tranh" giữa Hoa Kỳ và Panama. Noriega sau đó nói rằng lời tuyên bố này áp chỉ tới các hành động của Hoa Kỳ chống lại Panama, và không phải là một tuyên bố về tình trạng thù địch của Panama. Các lực lượng Mỹ thường xuyên tiến hành các chiến dịch và cuộc tập luyện 'tự do di chuyển', như Chiến dịch Sand Flea và Chiến dịch Purple Storm. Cuộc chiến tranh tâm lý để quấy rối đối thủ, những cuộc diễn tập của quân đội Mỹ là hợp pháp theo Hiệp ước Kênh Panama năm 1980 (Các Hiệp ước Torrijos-Carter), trao cho các lực lượng Mỹ quyền tự do đi lại trong nước Panama để bảo vệ Kênh. Panama coi các cuộc diễn tập là sự vi phạm vào các hiệp ước và Noriega gọi chúng là những hành động chiến tranh chống lại Panama.
Mặt khác, các lực lượng của Noriega được cho là đã tham gia vào những cuộc gây hấn thường xuyên với quân đội và thường dân Mỹ. Những vụ việc này rất hay xảy ra ở thời điểm gần cuộc xâm lược, và được Tổng thống Mỹ George H.W. Bush đề cập tới như một nguyên nhân cho cuộc xâm lược. 
Trong một vụ việc ngày 16 tháng 12 bốn lính Mỹ đã bị chặn lại tại một chốt gác bên ngoài trụ sở PDF tại vùng ngoại ô El Chorrillo Thành phố Panama. Bộ Quốc phòng Hoa Kỳ tuyên bố rằng các nhân viên của mình không trang bị vũ khí và đang ở trong một chiếc xe tư nhân và rằng họ đã tìm cách bỏ chạy khỏi đó chỉ sau khi xe của họ bị bao quanh bởi một nhóm thường dân và binh lính PDF. Trung uý Robert Paz thuộc lực lượng Lính thủy đánh bộ Mỹ đã bị bắn và thiệt mạng trong vụ việc. Tờ LA Times tuyên bố những nguồn tin nói rằng anh ta là một thành viên của 'Hard Chargers', một nhóm không được sự đồng ý của quân đội với mục đích thao túng các thành viên của PDF. PDF tuyên bố những người Mỹ được vũ trang và đang thực hiện một sứ mệnh do thám. Maj. Tướng Marc A. Cisneros, phó tư lệnh Bộ chỉ huy phía Nam ở thời điểm cuộc xâm lược, đã nói trong một cuộc phỏng vấn gần đây "Câu chuyện bạn có từ một người nào đó rằng những người lính đó là một nhóm dân phòng đang tìm cách khuấy động một vụ việc--hoàn toàn sai lầm,".
Theo một báo cáo chính thức của Quân đội Mỹ, một sĩ quan hải quân Mỹ và vợ là nhân chứng vụ việc đã bị các binh sĩ thuộc Lực lượng Phòng vệ Panama tấn công khi đang làm chứng trước cảnh sát.
Cuộc xâm lược của Hoa Kỳ vào Panama được tung ra ngày 20 tháng 12 năm 1989. Những thiệt hại bên phía Hoa Kỳ là 24 lính, cộng thêm 3 dân thường thương vong. Các thống kê về số lượng dân thường Panama thiệt mạng vẫn đang bị tranh cãi, Tờ New York Times và Newsweek thông báo trong khoảng 202-220. Cuộc xung đột cũng khiến nhiều thường dân phải dời bỏ nhà cửa trong nước, với 20,000 tới 30,000 người trở thành không nhà cửa. 
Ngày 29 tháng 12, Đại hội đồng Liên hiệp Quốc bỏ phiếu với tỷ lệ 75–20 với 40 phiếu trắng, lên án cuộc xâm lược như một sự vi phạm trắng trợn vào luật pháp quốc tế. Theo một cuộc thăm dò ý kiến của CBS, 92% người dân Panama ủng hộ cuộc xâm lược của Mỹ, và 76% mong muốn các lực lượng của Mỹ đã xâm lược vào tháng 10 trong cuộc đảo chính. Tuy nhiên, những người khác tranh cãi về kết quả này, cho rằng các cuộc điều tra tại Panama được thực hiện trong giới giàu có, những khu vực nói tiếng Anh ở Panama, là những người Panama ủng hộ nhiều nhất cho các hành động của Mỹ.

## Bắt giữ
Năm 1989 vị tướng bị lật đổ và bắt giữ trong Chiến dịch Nifty Package, như một phần của cuộc xâm lược Panama của Hoa Kỳ. Ông bị giam giữ như một tù binh chiến tranh, và sau này bị đưa về Mỹ.
Noriega đã bỏ trốn trong cuộc xâm lược, và một cuộc săn đuổi đã diễn ra. Ông đe doạ rằng mình sẽ kêu gọi một cuộc chiến tranh du kích nếu Apostolic Nuncio không cho ông tị nạn. Ông bị phát hiện đang ở trong Apostolic Nunciature, đại sứ quán của Toà thánh tại Panama. Quân đội Hoa Kỳ đã lập ra một vòng vây bên ngoài toà nhà này.  Đại sứ của Giáo hoàng và các nhân viên của mình đã tìm cách buộc Noriega tự mình rời đi.
Trong thời gian nhùng nhằng sau đó, các lực lượng Mỹ đã phát nhạc ầm ỹ phía trước toà đại sứ trong nỗ lực buộc Noriega phải ra đầu hàng. Theo Văn phòng Chủ tịch Tham mưu trưởng, mục đích của việc này là ngăn chặn sự sử dụng các micorphone để nghe lén các cuộc đàm phán đang diễn ra bên trong toà đại sứ. Dù Vatican cũng muốn Noriega bị trục xuất ra ngoài Nunciature, họ đã phàn nàn với Tổng thống George H.W. Bush về âm thanh gây phiền đó, và quân đội Hoa Kỳ đã được lệnh phải dừng lại. Noriega đầu hàng ngày 3 tháng 1 năm 1990.

## Xét xử
Tháng 4 năm 1992 một phiên toà được mở tại Miami, Florida ở Quận Toà án Hoa Kỳ cho Quận phía Nam Florida trong đó ông bị xét xử và kết án cho tám cáo buộc buôn lậu ma tuý, gian lận, và rửa tiền.
Tại toà, Noriega có ý định bảo vệ mình bằng cách trình ra cái gọi là các tội ác trong khuôn khổ công việc của mình cho Cơ quan Tình báo Trung ương Hoa Kỳ. Chính phủ phản đối bất kỳ sự tiết lộ nào cho các mục đích mà theo đó Hoa Kỳ đã trả tiền cho Noriega bởi thông tin này là mật và việc tiết lộ nó đi ngược lại các lợi ích của Hoa Kỳ. Trong các quá trình trước phiên toà, chính phủ đã đề xuất đặt điều kiện rằng Noriega đã nhận xấp xỉ $320,000 từ Quân đội Mỹ và Cơ quan Tình báo Trung ương. Noriega nhấn mạnh rằng "con số thực tế lên tới $10.000.000, và rằng ông phải được phép tiết lộ các nhiệm vụ đã thực hiện cho Hoa Kỳ". Toà án quận cho rằng "thông tin về nội dung của các chiến dịch mật trong đó Noriega đã tham gia để đổi lấy các khoản tiền là không thích đáng để bảo vệ ông ta". Toà phán rằng việc đưa ra những bằng chứng về vai trò của Noriega trong CIA sẽ "làm lúng túng bồi thẩm đoàn".
Sau phiên toà, Noriega đã xin được xét xử phúc thẩm bởi đích danh thẩm phán Toà án Phúc thẩm Hoa Kỳ, Eleventh Circuit. Toà Phúc thẩm phán quyết có lợi cho Noriega. Toà nói rằng: "Sự xem xét lại của chúng tôi khiến chúng tôi kết luận rằng thông tin về các mục đích mà Hoa Kỳ trước đó đã trả tiền cho Noriega có thể có một số giá trị bằng chứng... [...]... Vì thế, toà án quận có thể đã cường điệu vụ việc khi họ tuyên bố bằng chứng của các mục đích theo đó Hoa Kỳ được cho là đã trả tiền cho Noriega hoàn toàn không thích hợp để bảo vệ ông ta". Tuy nhiên, Toà Phúc thẩm từ chối bác bỏ lời phán quyết bởi toà cảm thấy rằng "tuy nhiên, giá trị bằng chứng có thể có của tài liệu này, khá ít".
Ngày 16 tháng 9 năm 1992, Noriega bị kết án 40 năm tù (sau này được giảm còn 30 năm).

## Tống giam
Trước khi có nơi giam giữ thường xuyên, Noriega bị giữ tại Trung tâm Giam giữ Quốc gia, cơ sở tại Miami. Noriega thụ án tại Viện Cải tạo Liên bang, Miami, trong một khu vực tách biệt của Hạt Miami-Dade, Florida.
Tháng 12 năm 2004, ông được đưa vào viện trong một thời gian ngắn sau một cơn đột quỵ nhẹ.
Theo Điều 85 của Công ước Geneva thứ BA, Noriega vẫn được coi là một tù binh chiến tranh, dù lời buộc tội của ông với những hành động đã phạm trước lúc bị bắt bởi "quốc gia giam giữ" (Hoa Kỳ). Vị thế này có nghĩa ông ta có buồng giam riêng với các thiết bị điện tử và trang bị tập thể dục. Buồng giam của ông đã được đặt tên là "the presidential suite".
Án tù của Noriega được giảm từ 30 năm xuống còn 17 năm vì có thái độ tốt. Sau khi thụ án 17 năm, án tù của ông đã chấm dứt ngày Chủ nhật mùng 9 tháng 9 năm 2007. Ông ấy bị Mỹ giam giữ trước khi bị dẫn độ sang Pháp.

### Dẫn độ
Pháp đã yêu cầu dẫn độ Noriega sau khi ông bị kết án rửa tiền năm 1999.
Tháng 8 năm 2007, một thẩm phán liên bang đã thông qua yêu cầu từ chính phủ Pháp dẫn độ Noriega từ Hoa Kỳ về Pháp sau khi ông được thả. Noriega hiện đang đối mặt với một phiên toà mới với mức án lên tới 10 năm tại nhà tù Pháp, đã bị kết án vắng mặt vì rửa tiền. Noriega cũng đã phải nhận một mức án tù vằng mặt dài hạn tại Panama vì tội giết người và vi phạm nhân quyền. Noriega đã kháng án việc dẫn độ về Pháp bởi ông tuyên bố rằng nước này sẽ không trao cho ông quy chế tù binh chiến tranh.
Năm 1999, chính phủ Panama đã tìm cách dẫn độ Noriega về nước đối mặt với những cáo buộc ở Panama vì ông đã bị tuyên có tội vắng mặt năm 1995 và đã bị kết án 20 năm tù. Theo hệ thống luật pháp Panama ông có thể bị tuyên thực hiện án tù trong tình trạng quản thúc tại gia vì tuổi tác.
Có thông báo rằng có những tín đồ Thiên chúa giáo Phúc âm đã tới thăm Noriega, những người tuyên bố rằng ông đã trở thành một tín đồ Thiên chúa tái sinh. Ngày 15-16 tháng 5 năm 1990, trong khi Noriega vẫn đang chờ bị xét xử, Clift Brannon, một cựu chưởng lý đã chuyển sang nghề thuyết pháp, và một phiên dịch tiếng Tây Ban Nha, Rudy Hernandez, đã được phép vào thăm ông trong sáu giờ tại Trung tâm Cải huấn Metropolitan của Hạt Dade, Florida. Sau chuyến thăm của họ, Noriega đã viết về Brannon như sau:
Khi hoàn thành những buổi cầu nguyện tôn giáo mà ông là một sứ giả của Lời nói của Chúa được đưa tới tim tôi, thậm chí tới nơi tôi bị giam giữ như một Tù binh Chiến tranh của Hoa Kỳ, tôi cảm thấy sự cần thiết phải thêm một số điều vào cái mà tôi có thể nói với ông khi chúng ta đã chia tay. Buổi cầu nguyện tối ngày 15 và 16 tháng 5 với ông và Rudy Hernandez cùng với sự giải thích và hướng dẫn Thiên chúa với tôi là ngày đầu tiên của một giấc mơ, một sự soi rạng. Tôi có thể nói với ông với sức mạnh và cảm xúc mạnh mẽ rằng nhận vị Chúa Jesus Christ của chúng ta như Người cứu rỗi được hướng dẫn bởi ông, là một sự kiện tinh thần. Những giờ đã trôi qua mà tôi không biết. Tôi có thể đã mong chúng sẽ tiếp diễn mãi mãi, nhưng không còn thời gian cũng như không gian. Cảm ơn ông về thời gian đó. Cảm ơn cho tình người ấm áp, cho sức mạnh tinh thần hằng hữu và liên tục được mang tới cho đầu óc và linh hồn tôi. - Với sự ngưỡng mộ to lớn, Manuel A. Noriega

Ngày 20 tháng 2 năm 2010 các luật sư của Noriega đã đệ đơn thỉnh nguyện lên Toà án Tối cao Hoa Kỳ để ngăn cản việc dẫn độ sang Pháp. Điều này diễn ra sau khi toà án từ chối nghe thỉnh cầu của ông vào tháng trước đó. Các luật sư của Noriega đang hy vọng rằng ý kiến không theo nhà thờ chính thống trong việc kết án đó, được viết bởi các Thẩm phán Clarence Thomas và Antonin Scalia, sẽ thuyết phục toà án xem xét trường hợp của ông. Ngày 22 tháng 3 năm 2010 Toà án Tối cao từ chối nghe thỉnh nguyện mà không có lời bình luận nào. Hai ngày sau lời từ chối, Toà án Quận Hoa Kỳ tại Miami dỡ bỏ sự đình hoãn cản trở việc dẫn độ Noriega. Luật sư của Noriega nói rằng ông ta sẽ sang Pháp và tìm cách thu xếp một thoả hiệp với chính phủ Pháp.
Ngoại trưởng Hillary Rodham Clinton sau này vào tháng 3 đã ký cái gọi là bảo đảm đầu hàng cho Noriega sau khi một thẩm phán liên bang tại Miami dỡ bỏ phong toả đình hoãn việc dẫn độ.
Ngày 26 tháng 4 năm 2010, Manuel Noriega bị dẫn độ sang Pháp.
Ngày 07 tháng 7 năm 2010 ông bị tòa án hình sự Paris kết án vì tội rửa tiền và phạt bảy năm tù.
Panama yêu cầu Pháp cho phép dẫn độ, sau đó một tòa án của Pháp vào ngày 23 tháng 9 năm 2011 đã chấp nhận yêu cầu này.
Ngày 11 Tháng 12 năm 2011, ông được chuyển tới Panama để xét xử. Kể từ đó đến nay, ông đang ở trong nhà tù "El Renacer", ngay cạnh kênh đào Panama.